# Павликиане
Павликиане (греч. Παυλικιανοί; предположительно от имени апостола Павла, арм. Պավլիկյաններ) — секта, возникшая в Армении во вторую половину VII века.
Зародилось в VII веке в Армении, в VIII—IX веках получило широкое распространение в Малой Азии и в европейских владениях Византийской империи. Своей целью павликиане считали сохранение исконной чистоты христианства, освобождение его от всех «элементов» язычества и идолопоклонства. В Восточной Армении аналогом павликиан были тондракийцы.
Название «павликиане» дано им их противниками; сами они называли себя просто «христианами», в то время как последователей церквей Византийской империи они именовали «ромеями», считая их отступниками от истинного учения Христа. Название «павликиане» происходит от имени апостола Павла, которого павликиане предположительно чтили выше других апостолов. Основное ядро движения составляли крестьяне и частично городские низы, хотя последователи павликиан были в разных слоях общества. Главными сохранившимися до наших дней источниками по истории павликиан являются труды ученого монаха Петра Сицилийского  и патриарха Фотия. 

## Вероучение
Согласно учению павликиан, истинный, совершенный Бог имеет прямое отношение только к духовному миру, тогда как творцом видимого мира является демиург. Павликиане обвиняли католическую церковь в том, что она не различает эти две сущности, и, фактически, поклоняется демиургу. В своих диспутах с православными павликиане подчеркивали, что, в отличие от православных, поклоняющихся творцу этого мира, сами они верят в того, о ком Иисус говорил: «А вы ни гласа Его никогда не слышали, ни лица Его не видели» (Иоан. 5:37).
Павликиане придерживались дуалистической антропологии: в их представлении, человеческая природа состоит из двух сущностей: сотворенной демиургом телесной, состоящей из материи, и духовной, имеющей божественное происхождение. При этом зародыш божественной жизни содержится в каждом человеке, и каждый при благоприятных условиях способен в той или иной форме воспринять послание божественной правды. Демиург, «сотворив» человека путём соединения его духовной и телесной сущностей, пытался удержать первого человека в абсолютном рабстве. Первый человек не должен был сознавать свою высшую природу, дабы у него не обнаружилось стремление высвободиться из царства демиурга. Отсюда — и повеление не есть от дерева познания добра и зла. Но Адам ослушался повеления демиурга, и его непослушание разорвало оковы рабства; таким образом, он и его род достигли осознания своей высшей природы. Пётр Сицилийский отмечает, что павликиане не считали грехопадение в Эдеме грехом, а наоборот, благом и необходимой предпосылкой для будущего искупления.
Павликиане верили в существование имманентной связи между человеческими душами и всевышним Богом, связи, которая не может быть разрушена демиургом. Каждая душа содержит Божественное откровение, и благодаря этому способна противостоять влиянию демиурга. Это, по мнению павликиан, подтверждают слова из Евангелия от Иоанна: «В нём была жизнь, и жизнь была свет человеков. И свет во тьме светит, и тьма не объяла его» (Иоан. 1:4, 5). Этот свет в частности проявляет себя в присущем всем людям чувстве правды. Вместе с тем, человеку присуща свобода воли, и именно от его решения зависит, подчинится ли он власти греха, угнетая зерно божественного света в своей душе, или же будет следовать путём, предначертанным божественным откровением, тем самым, взращивая в себе зерно божественной жизни, дарующей ему свободу и силу. При этом, как бы низко ни пал человек, благодаря самой своей природе он не может быть полностью и навсегда лишённым вечной своей причастности к Богу.
Представления павликиан о природе Иисуса Христа — близки к докетизму. Спаситель, согласно учению павликиан, пришёл на Землю в качестве небесного существа, будучи посланцем Высшего мира, и после выполнения Своей земной миссии, возвратился в Своё небесное обиталище. Тело Спасителя напоминало обычное только внешним видом, на самом же деле состояло из некоего «тонкого» вещества, привнесённого из Высшего мира, что дало Ему возможность совершить чудеса, описанные в евангелиях.
Мария (мать Иисуса) послужила лишь каналом, инструментом пришествия Спасителя в этот мир. Поэтому павликиане категорически противились почитанию Марии как Богоматери. При этом они ссылались на содержащиеся в евангелиях указания о том, что у Неё были другие сыновья после Иисуса — следовательно, Она не может считаться «девой» (Мф. 12:46—48; Мф. 13:55, 56; Лк. 8:19—21).
Павликиане придавали распятию Христа символическое значение: Христос снизошёл из божественного мира в царство демиурга, «пропустив» Себя через него (подобно тому, как вода проходит через почву). Павликиане не принимали свойственной современным христианам доктрины искупительной жертвы Христа, якобы искупившего Своими страданиями грехи человечества, считая это абсурдом. Они осуждали поклонение кресту как куску дерева, орудию казни злодеев и символу проклятия и, вместе с тем, почитали крест как геометрическую фигуру, имеющую символическое значение.
Павликиане выступали за восстановление простоты, которая была свойственна апостолам. Они были противниками многочисленных внешних церковных церемоний и ритуалов, что, по их мнению, свидетельствует о духовном упадке христианских церквей. Павликиане решительно боролись против представлений о магических эффектах от «внешних» церемоний, в особенности — церковных таинств, якобы способных исцелять болезни, решать другие проблемы. Они отрицали крещение водой, утверждая, что под крещением Христос имел в виду лишь крещение Духом, так как, благодаря своим учениям, Христос Сам стал живой водой для очищения человеческой природы. Также они отрицали причастие, утверждая, что поедание плоти и крови Христа на самом деле является метафорой, суть которой состоит во вступлении в жизненную связь с Ним посредством принятия Его учения, Его слова, которые суть Его настоящие тело и кровь.
Павликиане решительно выступали против роскоши и распущенности духовенства, отвергали церковную иерархию, требовали упрощения церковных обрядов. Павликиане осуждали почитание святых и икон, считая это идолопоклонством. Они требовали восстановления равенства по примеру раннехристианских общин, которое они понимали не только как равенство перед Богом, но и как социальное равенство.

## История
Основателем церкви павликиан был армянин Константин из деревни Мананалис близ Самосаты, учивший во второй половине VII века. Константин принял имя Сильван, в честь сподвижника Павла. Этим была заложена традиция среди павликиан называть себя именами сподвижников Павла.
Деятельность Константина-Сильвана охватывала период 657—684 гг.
В 684 году византийский император Константин Погонат послал офицера по имени Симеон в районы деятельности павликиан с целью подавления их движения и наказания лидеров. В результате по приказу Симеона Константин-Сильван был казнён. Вместе с тем захваченные в плен павликиане в большинстве своём не отреклись от своей веры. Во время бесед с ними на Симеона произвела впечатление христианская искренность павликиан и принципы их веры. Симеон возвратился в Константинополь, втайне разделяя убеждения павликиан, но, будучи не в силах скрывать своих убеждений, тайно отбыл в Кибоссу, где проживали павликиане. Вскоре Симеон возглавил движение, взяв себе имя Тит. В течение трёх лет руководства Симеона в движение влилось множество новых сторонников, но уже в 690 г. император Юстиниан II организовал новую карательную экспедицию, в результате которой Тит и многие другие были казнены.
Среди выживших в этой чистке был некий Павел, который возглавил движение, назначив своим преемником своего старшего сына Гегнезия (Тимофея). Гегнезий активно служил церкви павликиан в течение тридцати лет, а по его смерти его сменил сын Захария, при котором влияние павликиан распространилось за пределы Армении на территорию Малой Азии.
Наивысшего процветания церковь павликиан достигла при руководстве Сергия. Сергий происходил из деревни Ания в окрестностях города Тавия в Галатии и примкнул к церкви в молодом возрасте. Он усердно трудился во благо церкви 34 года, объездив всю Малую Азию, для содействия укреплению и развитию местных общин павликиан и распространения их веры. Он старался во всём следовать апостолу Павлу, в частности, отказываясь получать средства от других и зарабатывая на жизнь трудом своих рук (работая плотником). Даже противники Сергия признавали его высокие моральные качества, добросердечность, строгое соблюдение провозглашаемых этических принципов в повседневной жизни. Сергий завоевывал последователей тем, что проповедовал и демонстрировал своими поступками практическую сторону христианского учения, которое церковники якобы сводили к формальной ортодоксии. Также Сергий привлекал к себе сторонников, противопоставляя многие церковные предписания и неизвестные мирянам высказывания евангелистов и св. Павла. Слушателями Сергия были не только миряне, но и монахи и священнослужители.
Репрессии в адрес павликиан возобновились во времена правления императора Льва V Армянина. Он назначил инквизиторов — епископа Фому и аббата Паракондакеса — которым вменялось наставлять и возвращать в лоно церкви покаявшихся, и предавать мечу упорствующих еретиков. Жестокость инквизиторов спровоцировала восстание павликиан в городе Циносхора, которые казнили инквизиторов, после чего бежали в Арабский халифат и основали свою колонию близ Митилены. После подавления восстания Фомы Славянина к ним присоединились остатки армии повстанцев. Сарацины дружественно приняли павликиан как врагов Византийской империи, и выделили им для проживания город Аргаум. Продолжающиеся преследования павликиан в Византии вынуждали всё большее их число переселяться в Арабский халифат. Вскоре сюда переселился и Сергий. В отсутствие преследований павликиане сформировали внушительную силу. Временами они совершали набеги на соседние провинции, в ходе которых уводили пленников, которых пытались обращать в свою веру. Сергий пытался отговорить от этого своих сторонников, но его не всегда слушались. Погиб Сергий в 835 году: во время лесорубных работ его убил фанатичный приверженец греческой церкви.
Противником преследования павликиан был преподобный Феодор Студит, который выступал против борьбы с любыми противниками Церкви насильственным путём. Так, в послании 114 (302) Льву, торговцами ароматами, он пишет:
Кроме того, я хочу сказать о деле павликиан и их преследовании: ведь церковный закон никому не угрожает ни ножом, ни мечом, ни бичом. Ибо, – говорит Писание, – «все, взявшие меч, мечом погибнут» (Мф. 26:52). Но поскольку все эти средства были применены, как будто из недр ада вспыхнул столп зла, – эта христоборная ересь, губящая всех. О, ужас! И теперь можно нам сказать: «нет у нас в настоящее время ни жертвы, ни приношения, ни фимиама, ни места, чтобы нам принести жертву Тебе и обрести милость Твою» (Дан. 3:38).

## Государство павликиан: расцвет и падение
Гонения на павликиан Византии усилились с приходом к власти императрицы Феодоры. Движение возглавил Карбей (Карвеас), который основал государство павликиан и построил на берегу Евфрата в Западной Армении крепость Тефрику (ныне — турецкий город Дивриги), ставшую их столицей. Эта территория соответствовала одному из регионов Малой Армении (Փոքր Հայք). Павликианам удалось создать сильное независимое от Византии и Арабского халифата государство, куда стекались беглые крестьяне и городская беднота. Отсюда они совершали успешные набеги на Византию. Во главе армии из павликиан и мусульман Карвеас не раз нападал на Византию и разбивал выходившие против него отряды. Хрисохир, его пасынок и наследник, прошёл по всей Малой Азии, разграбил Никею и Никомидию, Анкиру и Эфес, не сдаваясь ни на угрозы, ни на мирные обещания Василия Македонянина. Византии и «павликианам» не удалось договориться о мире, император Василий I, встревоженный силой павликиан, организовал поход на Тефрику, но он закончился крахом, а павликиане, в ходе успешной контратаки, захватили Анкару. В 871 г. Хрисохир попал в засаду и был убит, а последователи его отброшены к их горным твердыням. Во время одного из походов павликианам удалось взять Эфес, превратив его церковь св. Иоанна в конюшню. Во время этого похода павликиане захватили в плен множество священнослужителей. Для организации обмена пленными Василий I Македонянин в 868 г. отправил к павликианам послом учёного монаха Петра Сицилийского. Он прожил девять месяцев среди павликиан и позднее описал собранные им факты в книге, которая по сегодняшний день является основным источником по истории павликиан. Одновременно павликиане организовывали походы против ортодоксальных армян и арабов.
В конце концов, зятю Василия I Христофору в 872 году удалось разбить государство павликиан и захватить Тефрику. По всей Западной Армении было умерщвлено около 100 тысяч павликиан (некоторые историки насчитывали до 400 000 жертв); многие оставшиеся бежали в Восточную Армению и объединились с другим армянским движением тондракийцев, которые были близки павликианам.

## Наследие и влияние учения павликиан
В 970 году Иоанн I Цимисхий переселил павликиан из Малой Азии во Фракию с центром в Филиппополе для охраны границы, гарантировав им полную религиозную свободу. Эта колония существовала более 100 лет, до тех пор, пока император Алексей I Комнин не попытался обратить их в византийскую веру. В 1114/15 году Алексей I вступил в дискуссию с вождями павликиан в Филиппополе.
В XI—XII столетиях павликиане оставались верными Византии, принимая на её стороне участие в битвах с норманнами, хотя византийцы и делали попытки обратить их в свою веру. Во время захвата Константинополя крестоносцами (1204) они ещё застали там павликиан.
Хоть и немногочисленные, общины павликиан продолжали существовать практически всё 2-е тысячелетие, распространившись по всей территории Византии. В османский период павликиане обосновались в окрестностях Свиштова и Никополя. В XVIII веке из-за религиозных преследований турками общины города Никополя (близ Дуная) павликиане бежали за Дунай, осев в Банате (входившем тогда в состав Австро-Венгрии). Эти переселенцы стали называться банатскими болгарами. До сих пор на границе Румынии и Сербии проживает 10—15 тысяч потомков павликиан — банатских болгар (хоть они и забыли свои прежние верования и сейчас исповедуют римо-католичество). Часть павликиан исламизировались (помаки) и проживают в странах: Болгария, Греция, Турция и Македония. На территории восточной Армении следы павликиан прослеживаются до середины XIX века. Британский исследователь Конибер (Frederick Cornwallis Conybeare) зафиксировал дискуссии между павликианами и армянским епископом в 1837 году.
Католические миссионеры развернули широкую деятельность по обращению в католичество остатков павликан в Болгарии и преуспели в этой деятельности, в XVII веке подавляющее большинство павликиан стали католиками. 
Духовным продолжением павликиан и тондракийцев являются катары, альбигойцы, богомилы и иные влиятельные еретические движения эпохи Средневековья.